# 장기

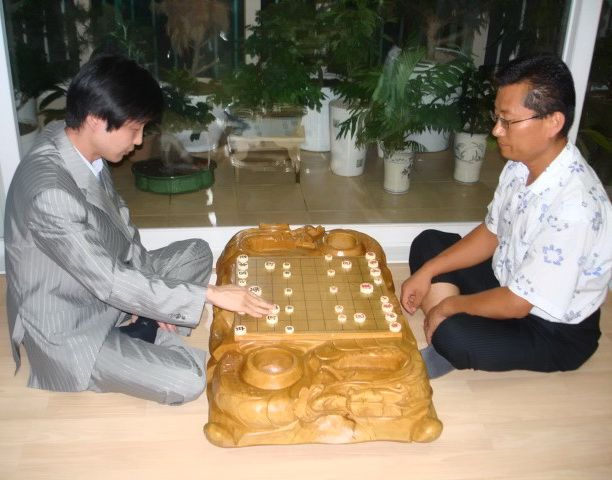
장기를 두는 모습

장기(將棋)는 홍과 청(또는 한나라와 초나라) 두 편으로 나뉘어 각 16개의 기물을 가지고 군대를 지휘하는 총사령관의 입장에서 작전을 구상, 수행하여 상대편의 왕을 잡는 한국의 전통적인 추상 전략 보드 게임이다. 대한민국, 조선민주주의인민공화국, 중국(특히 옌볜 조선족 자치주), 일본 등 각국에서 주로 한민족들이 즐기고 있다.
장기를 다른 나라의 보드 게임과 구분을 할 때는, 대한민국에서는 한국장기(韓國將棋)라고 부르며 조선민주주의인민공화국과 중국, 일본에서는 조선장기(朝鮮將棋)라고 부른다. 또한 고려 시절에 장기가 흥행하였다고 하여 고려장기(高麗將棋)라고도 간혹 부른다. 2009년 10월, 중국 하얼빈에서 최초로 국제 장기 기전인 세계인 장기 대회가 개최되었다.
"장기"라는 용어는 넓은 의미로는 장기 이외에 고대 인도의 보드게임 차투랑가에서 유래된 체스, 샹치, 쇼기, 막룩 등을 지칭하는 표현으로도 쓰인다. 이들 게임은 특정한 움직임을 가진 기물을 차례로 움직이고 상대 왕 또는 장군을 잡아 대국을 마치는 공통점을 가지고 있다. 다른 나라에도 마찬가지로 이런 차투랑가계 게임들을 자국식 명칭으로 칭하기도 하며, 영어권에서는 한국 장기를 코리안 체스(Korean Chess)로 지칭하기도 한다.

## 장기의 역사
한사군 시절에 수많은 한족들이 한반도에 이주해 오면서 그들의 초한전을 모티브로한 장기를 퍼뜨렸다는 설이 널리 퍼져있다. 한민족들이 이 초한전을 가상하여 한국 체질에 맞는 장기로 연구하고 개량하여 지금 한민족이 두고 있는 장기로 발전시켰다고 한다.
반면에 장기가 북부여 이전에 한국에서 만들어졌으며, 발해와신라의 모양을 한(漢)과 초(楚)로 바꿈과 동시에, 한국의 민속놀이가 중국 놀이로 왜곡되어 전달되었다는 주장 도 있으나, 정설로 인정 받지는 못하였다.
또한 기원전 약 2천 년 무렵 인도에서 비롯하여 동양으로 전파되어 장기가 되고 서양으로 전파되어 체스가 되었다는 설도 있고, 중국 송나라 때 고려에 전해진 후 약간의 변형을 거쳐 오늘날에 이르렀다는 설도 있다.
하지만 장기의 원조인 인도의 차투랑가가 발생한 시기를 A.D.6세기로, 이것이 중국으로 전래된 시기를 A.D.8세기 무렵으로 보는 것이 정설이기 때문에 장기의 한반도 전래를 한사군 무렵으로 올려보는 주장은 납득하기 어렵다.

## 장기에 관한 기록
장기에 관한 문헌으로는 고사서(古史書)인 김부식의 《삼국사기》에 장기에 대한 기록이 처음으로 나오는 것을 찾아볼 수 있다. 《삼국사기》에 따르면, 백제 개로왕과 승 도림(道琳)이 바둑을 둔 얘기를 쓴 가운데 개로왕이 '박혁(博奕)' 즉 바둑과 장기를 즐겼다는 말이 나온다. 그러나 이 '박혁'은 오늘날의 장기를 말하는 것이 아닌 단순히 여러 가지 보드게임을 지칭하는 용어일 가능성이 크다.
또 서거정(徐居正)의 《필원잡기》(筆苑雜記)에는 상희(象戱)라는 이름 아래 조선 세종의 중신 김석정(金石亭)과 김예몽(金禮蒙)이 상희대국(象戱對局)을 하였다고 나와 있다. 《세조실록》에도 또한 상희(象戱)라는 이름 아래 장기에 얽힌 이야기가 소개되었고, 중종 때의 문신(文臣) 삼도예찰사인 심수경(沈守慶)의 《견한잡록》(遣閑雜錄)에 보면 비로소 “장기”라는 말이 나온다.
將棋用車包馬象士卒. 以木磨造. 而刻字塡彩.  … 皆是消日之戲也.

이밖에도 선조 때 장유(張維)의 《계곡집(谿谷集)》제3권 잡저(雜著) 76수 상희지(象戱志)에 보면 장기의 정의와 장기판의 길, 기물의 구실, 기물의 자리, 기물의 행마, 승부와 빅 등 장기 이론에 관해 상세히 서술하고 있다.
기록에 남아 있는 장기의 명수(名手)로는 《식소록》(識小錄)에 전하는 금강산 백전암(白田庵)의 지암대사(智巖大師)가 있고 《어우야담》(於于野談)에 소개된 종실 서천령(西川令)이 특히 유명하여 “서천령 수법”이라는 장기의 묘법을 남겼다고 한다.

## 장기판과 기물
장기를 두기 위해서는 장기판과 기물(장기알)이 있어야 한다.
기물은 장기에 모든 알을 말한다. 장기의 기물(棋物)은 각각 대국자마다 궁 1개, 차 2개, 포 2개, 마 2개, 상 2개, 사 2개, 졸(병) 5개로 16개씩, 총 32개의 기물을 가지고 두게 된다. 장기 기물은 한(漢)나라와 초(楚)나라로 나뉜다. 장기의 기물에는 한자 한글자가 표기되어 있으며, 이중 한나라는 빨간색에 해서체로, 초나라는 파란색 또는 녹색에 초서체로 표기되어 있다.
장기판은 가로선이 10개, 세로선이 9개로 이루어져 있으며, 총 90개의 교차점이 있다. 장기 기물은 이 장기판의 교차점 상에 배치하고 대국을 시작하며, 이동할 때도 교차점 상에서 이동한다.

### 장기의 행마법
항상 초나라가 먼저 이동한 후, 선수는 번갈아가면서 1개의 기물을 이동한다. 단, 한나라가 특정 기물을 떼어 놓고 시작하는 접장기는 한나라가 먼저 둔다.
진영 결정은 보통 실력과 연령에 따라 결정을 하며, 예를 들어 숙련자와 연장자가 한나라를 잡는 경우가 보통이다. 정식 장기 대회에서는 주머니 안에 각각 한나라, 초나라 표기를 넣어서 양 대국자가 선택하거나, 비공식 대국에서도 한 선수가 한 손에 한 손에 졸, 다른 손에 병을 숨기고 상대가 선택하도록 하는 등 무작위로 결정된다.
상대방의 궁을 잡거나, 외통수에 걸리게 하면 승리한다.
각 기물이 이동할 수 있는 길은 다음과 같다. 아래 판에서 각 진영 색깔의 점은 해당 기물이 이동할 수 있는 자리를 나타낸다.
| 궁과 사 | 차 | 포 |
| | | |
| | | |
| 궁((宮). 장(將)이라고도 함) 및 사(士)는 중앙에 있는 궁성 내에서만 자유로이 모든 방향으로 한 칸씩 다닐 수 있으나, 궁성 밖으로는 나갈 수 없다.                      | 차(車)는 장애물만 없으면 직선으로 전후좌우 또는 궁성의 간선(間線)을 타고 어디든 칸수에 제한이 없이 마음대로 다닐 수가 있다(단, 다른 기물을 넘어 다닐 수는 없다). 그렇기 때문에 중요도가 가장 높다. 차와 포를 아울러 부르는 단어인 ‘차포’(車包)는 가장 중요한 것을 비유적으로 이르는 말이기도 하다. | 포(包)는 차와 같이 전후좌우 이동과 궁성 안에서의 간선 이동이 가능하긴 하나, 혼자서는 절대로 움직일 수 없으며 반드시 다른 기물을 하나만 넘어서 이동하여야 한다. 넘는 기물이 상대의 기물이든 자신의 기물이든 상관이 없다. 단, 같은 포끼리는 서로 넘을 수가 없으며, 또 서로 취할 수도 없다. 포는 단독으로는 움직일 수 없는 기물이다. |
| 마 | 상 | 병/졸 |
| | | |
| | | |
| 마(馬)는 날일(日)자 행마로, 일보 전진한 후 대각선으로 좌나 우로 한 칸을 갈 수 있다. 단, 일보 전진하는 자리에 장애물을 멱이라고 하는데, 즉 멱이 있으면 갈 수 없다. | 상(象)은 쓸용(用)자 행마로, 일보 전진한 후 대각선으로 좌나 우로 두 칸을 갈 수 있다. 마와 마찬가지로, 이동 경로에 멱이 있으면 갈 수가 없다. | 졸(卒)과 병(兵)은 한 칸씩 앞으로나 옆으로만 이동이 가능하며, 뒤로는 이동이 불가능하다. 또한 상대방의 궁성에 있을 경우 궁성의 간선을 타고 대각선으로도 한 칸 움직일 수 있다. |

## 장군과 멍군 및 빅장
- 상대편의 왕을 잡기 위하여 직접적으로 공격할 때 부르는 수를 “장군”이라 한다. 흔히 줄여서 “장”이라고도 부른다.
- 상으로 장군을 하면 "상장",포로 장군을 치면 "포장", 차로 장군을 치면 "차장", 마로 장군을 치면 "마장", 병(적색 진영만 해당)으로 장군을 치면 "병장", 졸(청색 진영만 해당)로 장군을 치면 "졸장"이라고도 부른다.
- 왕이 공격을 받았을 때 피하거나 막으면서 대응하는 수를 "포멍군”이라 한다. 흔히 줄여서 “멍”이라고도 부른다.
- 장군을 했는데 상대방이 멍군을 할 수 없게 되는 경우 이를 “외통장군” 또는 “외통수”라 한다.
- 형세가 매우 불리한 자가 왕과 왕이 마주 보면서 비김을 청하는 장군 수를 “빅장”이라 한다. 이런 경우, 피하거나 막지 않으면 빅장이 성립이 되어 비기거나 기물 점수를 승부를 가리게 된다.참고로 차는 13,포는 7,마는 5, 상 과 사는 3, 졸병은 2이고 한은 후수이므로 1.5점의 덤이 주어지며 왕은 점수는 없다.
- 경우에 따라 빅장을 인정하지 않고 두기도 한다.

## 장기판 차림

### 선후수 가리기
기물을 배치하기 전에 선후수(先後手)를 가려야 하는데, 기력이 비슷한 경우 예로부터 노홍소청(老紅少靑)이라 하여 연장자가 홍을 가지고 두는 것으로 인식 되어 있으나, 프로기사 간의 공식 대국 같은 경우, 두 개의 복 주머니중 저단자가 하나를 먼저 선택하고 고단자가 나중에 다른 하나를 선택하여 복 주머니안의 초(楚)를 가지면 선수로 두고 한(漢)을 가지면 후수로 둔다. 만약 두 대국자가 단수가 같은 경우, 입단년도가 늦은사람이 먼저 선택한다.

### 기물 차리기
선후수(先後手)가 가려지면, 일반적으로 서로 기물을 차리면서 원하는 위치로 마와 상의 자리를 바꾼다. 그러나 점수제가 적용되는 프로 공식 대국이나 아마추어 대회의 경우에는 한이 먼저 차리고 초가 나중에 차린다. 기물을 장기판에 차릴 때 궁(장)부터 올려 놓는다.
- 궁은 궁성의 한가운데에 놓는다.
- 졸·병은 4선의 끝 지점에서 반대쪽 끝 지점까지 한 점씩 띄어서 늘어 놓고 포는 3선의 양쪽 끝에서 한 점씩 떨어진 지점에 놓는다. (장기판을 보면 졸·병과 포를 놓는 자리가 화점(花點)으로 표시되어 있다.)
- 나머지 기물은 모두 1선에 놓는다. 차는 양쪽 끝에 놓고 사는 궁의 양 옆에서 한 칸 뒤로 빼서 놓으며 차와 사 사이는 마와 상으로 채운다. 이 때, 마와 상은 양쪽에 각각 하나씩 차리는 것을 원칙으로 한다. 따라서 네 가지의 차림이 가능하며, 각 차림의 명칭은 상의 위치에 따라 다르게 불린다.
- 왼상 차림과 오른상 차림은 다른말로 "귀마"라고도 하며 안상 차림은 "원앙마"라고도 하고 바깥상 차림은 "양귀마"라고도 불린다.

|  |  |  |  |  |  |  |  |  |

|  |  |  |  |  |  |  |  |  |

|  |  |  |  |  |  |  |  |  |

|  |  |  |  |  |  |  |  |  |

- 주의할 점:
  - 조선민주주의인민공화국에서는 위 4개의 차림 및 “기동차”라는 차림이 하나 더 있다. 자세한 사항은 대한민국과 조선민주주의인민공화국의 차이점을 참고 바랍니다.

#### 맞장기와 접장기
장기를 둘 때 모든 기물을 차려놓고 두는 경우와 어느 한 쪽이 하나 이상의 기물을 떼어 놓고 두는 경우가 있다. 전자를 맞장기라 하고 후자를 접장기라 한다.
접장기는 주로 기력의 차이가 심한 사람이 두며, 일반적으로 기력이 높은 쪽에서 한을 잡고 뗀 다음에 먼저 둔다. 또, 기력의 차이에 따라 졸병·상·마·사·포 등 궁을 제외한 기물 중에서 뗄 기물을 고를 수 있다.  그러나 졸병을 떼고 접장기를 둘 경우 졸병을 뗀 쪽이 불리한 것이 아니라 오히려 유리할 수 있다. 차와 상의 기동로가 확보되기 때문이다.
한국어의 관용구 중에 중요한 것이 빠졌다는 의미로 ‘차포를 떼다’라는 표현이 있다. 차와 포는 매우 중요한 기물이므로 이들을 떼는 경우 상대방이 매우 유리해지기 때문이다.

## 대국 방식
크게 두 가지로 나뉘는데, 승부제 방식과 점수제 방식이 있다.

### 승부제
일반적으로 두어지는 승부제 방식은, 서로 이길 수가 없는 기물이 남았거나, 빅장 또는 반복수(계속 같은 모양으로 반복이 되는 수)일 경우, 비긴다.

### 점수제
단판으로 승부를 가려야 하는 토너먼트 등의 공식 대국에서는 장기협회에서 정한 점수제 방식을 사용하고 있는데, 총 대국 시간이 종료되었을 때 승부가 나지 않았을 경우 각각 궁을 제외한 남은 기물의 합산 점수를 계산하여 점수가 더 많은 대국자가 승리하는 방식을 말한다. 각 기물의 점수는 다음과 같다.
| 기물 |    |   |   |   |   |   | 후수(後手) |
| 점수 | 13 | 7 | 5 | 3 | 3 | 2 | 후수 1.5점 |

후수의 경우 1.5점이 덤으로 주어지기 때문에 초기 점수의 합은 한은 73.5점, 초는 72.0점이 된다. 소수점이 존재하는 이유는 무승부 방지용이다.
점수제 방식에서는 기물을 하나라도 한쪽이 취했을 경우 대국 초반부터 빅장을 부를 수가 있는데, 빅장이 성립되면 그 자리에서 바로 남은 기물의 점수로 승부를 가리게 된다.
동일한 수를 반복하는 경우 기물의 총 점수가 각각 30점 미만일 경우에만 동일한 수 두기가 가능하며, 동일한 수를 뒀을 경우 이 또한 점수로 승패를 가린다.(반복수와 동일한 수는 약간의 개념차이가 있음)
서로 소삼능(小三能)등 이길 수 없는 기물이 남을 때까지 대국이 진행되거나, 총 대국 시간이 모두 지났을 경우에도 남은 기물의 합산 점수로 승패를 가린다.

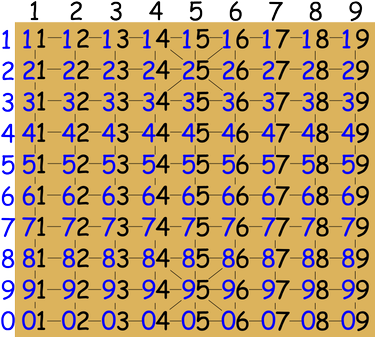
3차 개정된 좌표 표기법.

|-
}

## 좌표 표기법
과거에는 좌표를 표기할 때 가로선은 한자로 (一,二,…,九,十) 세로선은 숫자로 표기하였다. 그러나 이러한 방식의 좌표 표기는 사용하기에 너무 불편하여 개정되었다.
현재 대한장기협회에서 개정(3차 개정)하여 사용하고 있는 장기판의 좌표 표기법은 모두 숫자로 표기한다.
가로선은 각각 위에서부터 아래로 1부터 0까지 표기되어 있고, 세로줄은 각각 왼쪽에서 오른쪽으로 1부터 9까지 표기되어 있다.
가로선과 세로줄이 만나는 교차점을 읽을 때, 가로선을 먼저 읽은 후 세로줄을 나중에 읽는다.
예를 들어, 초와 한의 궁이 처음 차려지는 좌표 위치는 각각 95와 25이다.
기보를 작성할 때는, 기물의 움직임을 표시하기 위하여 기물이 이동하기 전의 좌표와 움직인 기물의 명칭, 그리고 기물이 움직인 후의 좌표를 차례로 적는다.
예를 들어, 만약 03에 있는 마가 84로 움직일 때에는 “03 馬 84”로 표기한다.

## 포진의 종류
포진을 나누는 법은 크게 두가지로, 2분법과 5분법이 있다. 하지만 이 두가지 방법으로는 천궁포진(天宮布陣)과 같은 특이한 포진들을 전부 설명할 수 없다는 한계가 있다.

### 2분법
2분법은 궁성의 면(面)에 무슨 기물이 위치하느냐에 따라 구분하는 방법으로, 총 2가지 형태가 존재한다. 일부 기사들은 이 방법으로 포진을 구분한다.
- 면포포진(面包布陣) : 면에 포가 위치하는 형태로 원앙마, 귀마, 양귀마, 양귀상의 4가지가 존재한다.
- 면상포진(面象布陣) : 면에 상이 위치하는 형태이다.

### 5분법
5분법의 경우 이정석, 임제민 프로를 비롯한 여러 장기 고수를 중심으로 연구되어 정립된 5가지 포진이다. 이 포진들은 각종 서적과 구전을 통하여 1950년대 중후반에 비로소 정립되었다.
|  |  |  |  |  |  |  |  |  |
|  |  |  |  |  |  |  |  |  |
|  |  |  |  |  |  |  |  |  |
|  |  |  |  |  |  |  |  |  |
|  |  |  |  |  |  |  |  |  |

|  |  |  |  |  |  |  |  |  |
|  |  |  |  |  |  |  |  |  |
|  |  |  |  |  |  |  |  |  |
|  |  |  |  |  |  |  |  |  |
|  |  |  |  |  |  |  |  |  |

## 장기의 특징
한국 장기(문화어: 조선 장기)는 주요 다른 나라의 장기에서 찾아 볼 수 없는 고유한 특징을 가지고 있는데 다음과 같다.
- 빅장이라는 독특한 규칙이 있다.

궁과 궁 사이에 장애물 없이 일직선에 놓여 있으면 이를 빅장이라 하며, 행해질 시 그 게임은 무승부가 된다. 그러므로 이기고자 하는 자는 상대방의 빅장을 막거나 피하면서 두어야 한다.
- 대국이 시작하기 전에 마와 상의 자리를 대국자의 마음대로 바꿀 수 있다.

마와 상의 위치를 마음대로 배치할 수가 있으므로, 총 4가지 차림이 나오게 된다. 자세한 사항은 기물 차리기를 참고바람.
- “한수쉼”이라는 규칙이 존재한다.

대국자가 아무것도 움직일 수가 없거나, 마땅히 둘만한 수가 없으면, 한수 쉴 수 있는 권리가 있다. "장기"라는 앱에서는 한수쉼을 2사람이 연속으로 하면 포기하는 것이라고 알며 점수가 많으면 이긴다.
- 기물의 크기가 각각 다르다.

궁이 가장 크고, 차,포,마,상이 다음으로 크며, 졸/병과 사가 가장 작다.
- 궁의 움직임이 한정되어 있다.

궁은 궁성 안에서만 활동이 가능하며, 궁성 밖으로 나갈수가 없다.
- 기물의 모양이 모두 같은 모양으로 되어있다.

동양 팔괘(八卦) 사상에 의해 선조들이 모든 기물을 팔각형으로 만들었다.
- 멱이라는 개념이 있다.

장기의 기물 중 마(馬)와 상(象)이라는 기물은 이동경로에 멱이 있으면 절대 움직일 수가 없다.

### 대한민국과 조선민주주의인민공화국의 차이점
|  |  |  |  |  |  |  |  |  |

대한민국과 조선민주주의인민공화국의 장기 두는 방법은 일반적으로 아주 거의 같으나 아주 미세한 차이점이 있다.
- 대한민국은 장기 기물이 한자로만 쓰여 있지만, 조선민주주의인민공화국에서는 한글로 쓰여 있는 기물과 한자로 쓰여 있는 기물로 두 가지가 있다.
- 조선민주주의인민공화국에서는 처음 장기 기물을 차릴 때 상이 양쪽 맨 끝에 있고 차가 양사 옆에서 시작하는 차림인 ‘기동차장기’가 가능하다.

|  |  |  |  |  |  |  |  |  |

- 대한민국에서는 궁이 공격을 받을때는 "장군", 장군을 피했을 때는 "멍군"이라고 부르지만, 조선민주주의인민공화국에서는 각각 "장훈" 또는 "멍훈"이라고 부른다.
- 대한민국에서는 궁과 궁끼리 서로 마주 볼때는 "빅장"이라고 부르지만, 조선민주주의인민공화국에서는 "궁장"이라고 부른다.
- 조선민주주의인민공화국에서는 장기의 기물인 "마"의 명칭을 "말"로 표기한다.
- 조선민주주의인민공화국에서는 대한민국에서 부르는 왼상차림과 오른상차림과는 정반대이다. 예컨대 대한민국에서는 상마상마(象馬象馬)가 양상이 모두 왼쪽에 있다 하여 왼상차림이라고 부르지만 조선민주주의인민공화국에서는 오른쪽에 있는 상이 궁성쪽으로 치우쳐져 있다 하여 오른상장기라고 부른다.
- 대한민국과 조선민주주의인민공화국의 판차림의 대한 명칭의 차이는 다음과 같다.

|  |  |  |  |  |  |  |  |  |

|  |  |  |  |  |  |  |  |  |

|  |  |  |  |  |  |  |  |  |

|  |  |  |  |  |  |  |  |  |

|  |  |  |  |  |  |  |  |  |

### 샹치와의 차이점
장기는 중국의 보드 게임인 샹치(象棋)와 언뜻 보기엔 많이 비슷해 보이나, 큰 차이점도 두루 있는데 그 차이점은 아래와 같다.
| 구분                                         | 장기 | 샹치 |
| -------------------------------------------- | --- | --- |
| 선수(先手)                                   | 초나라(楚)가 먼저 둔다. | 수(帥)가 먼저 둔다.(붉은색) |
| 판 가운데 사이에 강의 유무                   | 없다. | 있다. 그리고 졸병과 상(象)의 행마법이 강과 관계가 있다. |
| 기물의 모양                                  | 팔각형 | 원형 |
| 기물의 글씨 표기                             | 양쪽 면 | 한쪽 면에만 |
| 기물의 크기                                  | 각각 다르다. 장이 가장 크게 되어 있고 졸병과 사는 가장 작으며 나머지 기물은 중간 크기이다.                                              | 모두 동일하다. |
| 기물을 차릴 때의 마(馬)와 상(象)의 처음 위치 | 자기가 하고싶은 대로 바꿀 수가 있다. | 무조건 자리가 마상상마로 정해져 있다. |
| 상(象)의 움직임과 쓰임새                     | 쓸용(用)자로 다니며 상대방 진영으로 진출이 가능하다.                                                                                    | 밭전(田)자로 다니므로 대각선 두 칸으로만 움직이며, 강을 건널 수가 없어 상대방 진영으로의 진출이 불가능하다. 때문에 샹치에서는 상도 사와 마찬가지로 방어전용 기물이 된다. |
| 병(兵)과 졸(卒)의 움직임                     | 처음부터 움직임이 좌우 전진이 모두 가능하며, 상대방 궁성 안에 진입하면 간선을 따라 비스듬히 전진할 수도 있다.                           | 처음엔 무조건 전진만 가능하며, 강을 건넌 후부터 좌우로도 이동할 수 있다. 그리고 상대방 궁성 안으로 진입하더라도 간선을 다닐 수 없다.                                     |
| 처음에 기물을 차릴 때의 궁의 위치            | 궁성 중앙에 놓고 대국을 시작한다. | 맨 밑에 놓고 시작한다. |
| 궁과 사의 움직임                             | 두 기물 모두 궁성 안에서 선의 방향을 따라 마음대로 한 칸씩 움직일 수 있다.                                                              | 궁은 직선으로만 다닐 수 있고, 사는 간선으로만 다닐 수 있다. |
| 한수쉼                                       | 마땅히 움직일 것이 없을 땐 한수 쉬어 상대에게 다음수를 넘길 수 있다.                                                                    | 한수쉼이 없으며 둘 수 있는 곳이 없을 때는 지게 된다. |
| 궁이 상대방 궁을 직접 잡기                   | 불가능하다. | 상대방 궁이 자신의 궁과 같은 세로줄에 있고 사이에 다른 기물이 없어서 마주 보는 상태이면 차처럼 넘어서 잡을 수 있다.                                                      |
| 궁과 궁 사이에 기물이 없이 마주 보게 될 때   | 빅장이 되며 받아주면 비긴다. | 위와 같은 이유로 왕장(왕끼리는 서로 장군)이므로 마주볼 수가 없다. (먼저 마주보는 쪽이 패배를 자초하게 됨.)                                                               |
| 포의 움직임                                  | 무슨일이 있어도 반드시 다른 기물을 뛰어넘어야 한다. 단독으로 움직일 수 없다.                                                            | 움직일 땐 차처럼 다니고 기물을 취할 때만 뛰어넘어 먹으며, 간선을 타고 움직일 수 없다. 단독으로 움직일 수 있다.                                                           |
| 포끼리의 움직임 제한                         | 포끼리 취할 수가 없고 뛰어넘을 수도 없다.                                                                                               | 포끼리 취할 수가 있고 뛰어넘을 수도 있다. |
| 궁성 안에서 간선으로 다닐 수 있는 기물       | 궁과 사뿐만 아니라 졸병과 차와 포도 가능                                                                                                | 사밖에 없다. |
| 각 대국자의 기물 색깔                        | 적색과 녹색 | 흑색과 홍색 |
| 궁(宮)의 표기                                | 漢(한)과 楚(초) | 將(장)과 帥(수) |
| 상의 표기                                    | 象 | 象 / 相 |
| 포의 표기                                    | 包 | 砲 / 炮 |
| 궁과 졸병을 제외한 양 진영의 기물 표기 차이  | 글자는 같으나 글씨체의 차이가 있다. (한나라 기물은 해서체(楷書體) 초나라 기물은 초서체(草書體)로 표기됨)                                | 글씨체는 같으나 글자가 약간씩 다르다. (차:車-俥, 포:砲-炮, 마:馬-傌, 상:象-相, 사:士-仕)                                                                                 |
| 가로선과 세로줄의 간격 차이                  | 세로줄 사이의 간격이 가로선 사이의 간격보다 조금 더 넓다. 때문에 세로줄과 가로선으로 생긴 칸이 약간 옆으로 넓은 직사각형의 모양이 된다. | 둘 다 같다. 때문에 세로줄과 가로선으로 생긴 칸이 정사각형의 모양이 된다.                                                                                                 |

## 같이 보기
- 바둑
- 체스
- 샹치
- 쇼기
- 변형 장기
  - 광상희
  - 산장장기
  - 일부 기물만 변형한 장기: 상(象)의 움직임을 체스의 비숍과 동일하게 대각선으로 자유자재로 움직이게 한 장기도 존재한다. 이 경우 상의 점수는 포(包)와 동일한 7점으로 격상되며 마(馬)가 되려 3점으로 격하된다.
- 대한장기협회
- 장기 기물
- 장기 기전
- 장기 기사
- 브레인TV

## 참고 자료
- 이재춘, 《장기의 이론과 실제》, 서림문화사, 2000년, ISBN 89-7186-490-7.
- 홍성빈 (1993년 5월 10일). 《[하서생활총서] 민속 장기교실》. 김응술 감수 초판. 서울: 하서출판사. ISBN 89-7330-128-4.